# Gore Verbinski
Gregor Justin Verbinski (Oak Ridge, Tennessee, 16 de Março de 1964), também conhecido como Gore Verbinski é um diretor de cinema, roteirista, produtor e músico estadunidense. É mais conhecido por dirigir os três primeiros filmes da saga cinematográfica Pirates of the Caribbean (no Brasil, Piratas do Caribe; em Portugal, Piratas das Caraíbas), e também por sua direção em The Ring (em Portugal, O Aviso; no Brasil, O Chamado). Verbinski se graduou na UCLA School of Theater, Film and Television localizada em Los Angeles, Califórnia, Estados Unidos. Seu filme mais recente, The Lone Ranger (no Brasil, O Cavaleiro Solitário; em Portugal, O Mascarilha) foi lançado em 2013. Ganhou o Oscar de Melhor Filme de Animação em 2012 por sua comédia animada Rango. O segundo filme de Piratas do Caribe/Piratas das Caraíbas é o décimo sexto com a maior bilheteria de todos os tempos. «1». whatculture.com

## Vida Pessoal
Verbinski nasceu em Oak Ridge no Estado do Tennessee nos Estados Unidos em 16 de Março de 1964, o terceiro dos cinco filhos de Victor e Laurette Verbinski. Seu pai era de ascendência polonesa e trabalhou como um físico nuclear no Oak Ridge Lab. Em 1967, a família se mudou para a Califórnia, e Gregor cresceu perto de San Diego. Começou sua carreira profissional como guitarrista de bandas punk rock como The Daredevils e The Little Kings. Fez seus primeiros filmes junto com seus amigos. Depois de ter desenvolvido uma paixão pelo cinema, ele vendeu sua guitarra para comprar uma câmera Super-8 mm. Entrou na prestigiada UCLA School of Theater, Film and Television, onde se formou em 1987 em cinema. Os seus primeiros trabalhos de direção profissionais foram em vídeo clipes de bandas alternativas como L7, Bad Religion e Monster Magnet. Em seguida, focou em publicidade e dirigiu comerciais para a Nike, Canon, Skittles, United Airlines e a Coca-Cola. Em 1993, Gore criou a famosa campanha publicitária da Budweiser com sapos, ele foi premiado com o Leão de Prata de Publicidade em Cannes, também recebeu quatro Clio Awards.«2». www.imdb.com
Gregor estreou no cinema com a direção do filme MouseHunt «3». www.cineteka.com em 1997. Seus esforços resultaram, em 2001, no filme The Mexican chegando a um resultado modesto«4». www.rottentomatoes.com. Participou da direção de The Time Machine em 2002, mas não foi creditado. Atingiu o sucesso com o filme de terror psicológico The Ring, em 2002, arrecadando mais de US$ 230 milhões de dólares em todo o mundo «5». www.imdb.com. Todavia, o seu maior sucesso como diretor, veio, em 2003, com o filme Pirates of the Caribbean: The Curse of the Black Pearl, com um conjunto brilhante de atuação, arrecadando US$ 654 milhões, e trazendo cinco indicações ao Oscar e muitos outros prêmios «6». illusion0flife.wordpress.com. Dirigiu The Weather Man, estrelado por Nicolas Cage. Com o sucesso do primeiro filme, veio mais duas sequências, Pirates of the Caribbean: Dead Man's Chest, em 2006, e Pirates of the Caribbean: At World's End, em 2007. Voltou as telas em 2011 com Rango e em 2013 com The Lone Ranger «7». variety.com. Em 2016, retorna aos cinemas com o terror psicológico A Cure for Wellness. Atualmente, vive com sua esposa e seus dois filhos em Los Angeles, Califórnia.

## Outros Projetos
Ele foi anunciado para produzir e dirigir um remake do filme Clue, de 1985 «8». variety.com. Estava envolvido com o jogo Matter que estava sendo desenvolvido para o Xbox 360 usando o Kinect. Anunciado na E3 2012, Gregor, mais tarde, revelou que o projeto havia sido cancelado. «9». www.engadget.com

## Filmografia
| Título Original                                       | Título no Brasil                              | Título em Portugal                               | Cargo   | Ano  | Notas                                                           |
| ----------------------------------------------------- | --------------------------------------------- | ------------------------------------------------ | ------- | ---- | --------------------------------------------------------------- |
| MouseHunt                                             | Um Ratinho Encrenqueiro                       | Não Acordem o Rato Adormecido                    | Diretor | 1997 |                                                                 |
| The Mexican                                           | A Mexicana                                    | A Mexicana                                       | Diretor | 2001 |                                                                 |
| The Time Machine                                      | A Máquina do Tempo                            | A Máquina do Tempo                               | Diretor | 2002 | Não creditado.                                                  |
| The Ring                                              | O Chamado                                     | O Aviso                                          | Diretor | 2002 |                                                                 |
| Pirates of the Caribbean:The Curse of the Black Pearl | Piratas do Caribe: A Maldição do Pérola Negra | Piratas das Caraíbas: A Maldição do Pérola Negra | Diretor | 2003 | Cinco indicações ao Oscar.                                      |
| The Weather Man                                       | O Sol de Cada Manhã                           | O Homem do Tempo                                 | Diretor | 2005 |                                                                 |
| Pirates of the Caribbean:Dead Man's Chest             | Piratas do Caribe: O Baú da Morte             | Piratas das Caraíbas: O Cofre do Homem Morto     | Diretor | 2006 | Quatro indicações ao Oscar. Venceu em Melhores Efeitos Visuais. |
| Pirates of the Caribbean:At World's End               | Piratas do Caribe: No Fim do Mundo            | Piratas das Caraíbas: Nos Confins do Mundo       | Diretor | 2007 | Duas indicações ao Oscar.                                       |
| Rango                                                 | Rango                                         | Rango                                            | Diretor | 2011 | Venceu na categoria de Melhor Filme de Animação.                |
| The Lone Ranger                                       | O Cavaleiro Solitário                         | O Mascarilha                                     | Diretor | 2013 | Duas Indicações ao Oscar.                                       |
| A Cure for Wellness                                   | A Cura                                        |                                                  | Diretor | 2016 |                                                                 |